# Política de Belize
Belize é uma democracia parlamentar e membro da Commonwealth. O monarca britânico é o chefe de  estado que é representado no país por  um governador geral que deve ser belizenho. O principal órgão executivo do governo é o gabinete, que é liderado por  um premier que é chefe de  governo. Os ministros do gabinete são membros do partido político com a maioria no parlamento e geralmente mantêm os cargos eleitos dentro dele concorrentemente com suas posições no gabinete.